# Ustawa o szczególnych zasadach organizacji wyborów powszechnych na Prezydenta Rzeczypospolitej Polskiej zarządzonych w 2020 r. z możliwością głosowania korespondencyjnego
Ustawa o szczególnych zasadach organizacji wyborów powszechnych na Prezydenta Rzeczypospolitej Polskiej zarządzonych w 2020 r. z możliwością głosowania korespondencyjnego, zwana również ustawą wyborczą – polski akt prawny uchwalony przez Sejm RP IX kadencji w celu przeprowadzenia wyborów prezydenckich w 2020 roku. Ustawa weszła w życie 3 czerwca 2020. Została opublikowana w Dzienniku Ustaw z 2020 poz. 979. Ustawa zastąpiła ustawę z dnia 6 kwietnia 2020 r. o szczególnych zasadach przeprowadzania wyborów powszechnych na Prezydenta Rzeczypospolitej Polskiej zarządzonych w 2020 r. i jednorazowo wyłączyła stosowanie przepisów Kodeksu wyborczego dotyczących sposobu głosowania i terminów czynności wyborczych.

## Proces legislacyjny
Proces uchwalania ustawy przebiegał 22 dni:
- 11 maja 2020 – projekt ustawy wpłynął do Sejmu RP
- 12 maja 2020 – pierwsze czytanie w Sejmie
- 12 maja 2020 – drugie czytanie w Sejmie
- 12 maja 2020 – trzecie czytanie w Sejmie
- 13 maja 2020 – przyjętą przez Sejm ustawę przekazano do Senatu RP
- 1 czerwca 2020 – Senat podjął uchwałę o przyjęciu ustawy i zgłosił do niej poprawki
- 2 czerwca 2020 – Sejm rozpatrzył stanowisko izby wyższej i przyjął część poprawek Senatu
- 2 czerwca 2020 – przyjętą ustawę przekazano do podpisania Prezydentowi RP
- 2 czerwca 2020 – Prezydent Andrzej Duda podpisał ustawę.

## Główne postanowienia
Ustawa wprowadza m.in.:
- możliwość głosowania hybrydowego (zarówno korespondencyjnego, jak i w dotychczasowej formie głosowania stacjonarnego)
- możliwość zarządzenia przez Państwową Komisję wyborczą (na wniosek Ministra Zdrowia) głosowania na terenie konkretnych gmin głosowania wyłącznie korespondencyjnego
- zasady oddania głosu korespondencyjnego
- zasady udziału w wyborach osób objętych kwarantanną
- nowe regulacje związane ze składem oraz reżimem sanitarnym komisji wyborczych.